# Floordambos

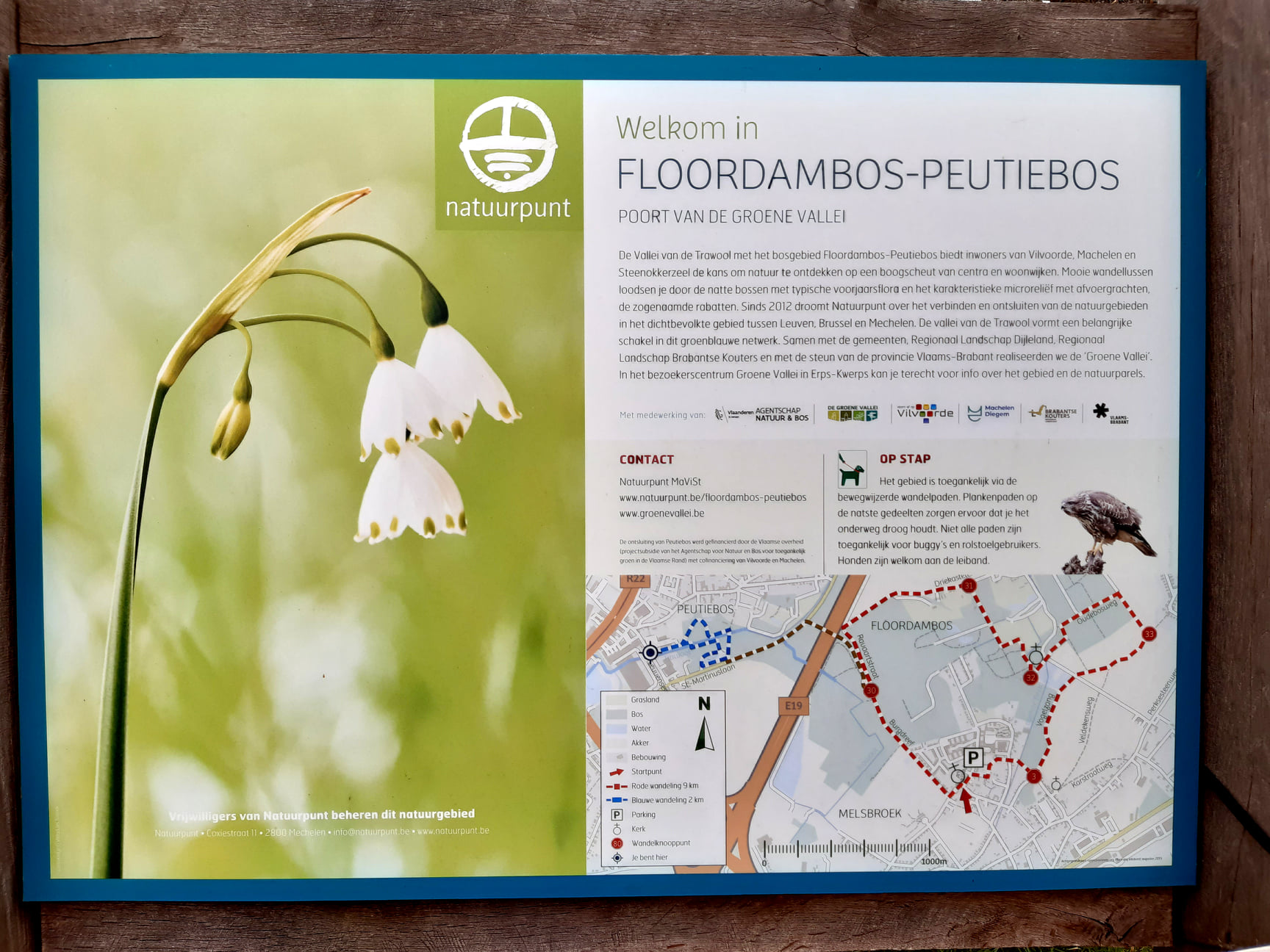

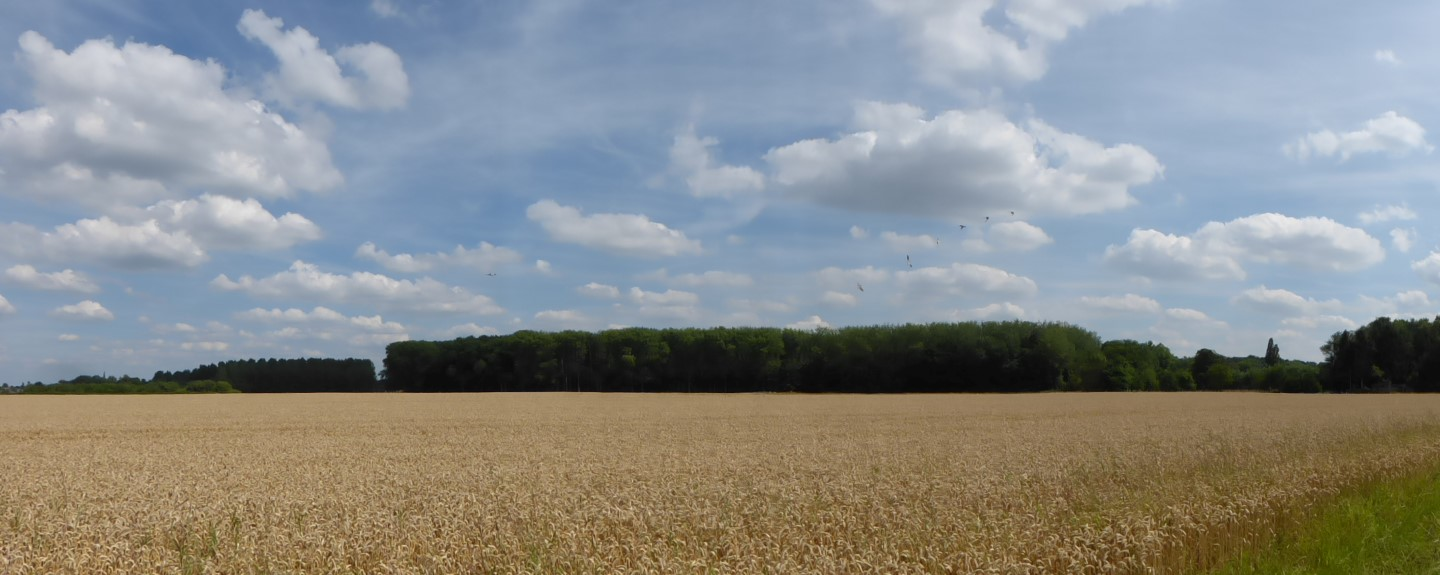

Het Floordambos is een bos- en natuurgebied in Steenokkerzeel, op de grens met Vilvoorde en Machelen. Het bos maakt (net als het nabijgelegen Peutiebos) deel uit van het natuurproject 'De Groene Vallei'. Het kent vele eigenaars.  Belangrijke gedeeltes worden beheerd door het Agentschap voor Natuur en Bos en wordt deels mee beheerd door Natuurpunt. Het oude bos is meer dan 100 hectare groot moerassig gemengd loofbos. Er bloeit onder andere bosbingelkruid, lisdodde, bosorchis en daslook. Er leeft onder andere buizerd en bunzing. Het Floordambos is Europees beschermd als onderdeel van Natura 2000-gebied 'Valleigebied tussen Melsbroek, Kampenhout, Kortenberg en Veltem'. 

## Stikstofdepositie
Het Floordambos lijdt onder een te hoge stikstofdepositie en wordt daarbovenop sinds 2006 bedreigd door nieuwe projecten zoals het Uplace/Broeklin-project van projectontwikkelaar Bart Verhaeghe. Omdat de impact van het Broeklin-project onvoldoende werd bestudeerd, werd de omgevingsvergunning ervoor in december 2022 vernietigd door de Raad voor Vergunningsbetwistingen.
Bij de voorbereiding van een nieuwe omgevingsvergunning voor de luchthaven van Zaventem in 2023, waarbij er werd uitgegaan van een forse groei van het vrachtvervoer, bleek dat de stikstofdepositie op het Floordambos en de andere natuurgebieden rondom de luchthaven, ook te groot zou zijn. Het studiebureau dat het milieueffectrapport opstelde, zag niet meteen een oplossing. De milderende maatregelen, zoals zonnepanelen of een nieuwe tramlijn, zouden niet volstaan om de extra uitstoot van het vliegverkeer op te vangen.

## Fauna en flora
De vegetaties zijn kenmerkend voor voedselarme, kalkrijke, basische laagveenmoerassen en kalkrijke graslanden. Bosbingelkruid, gevlekte aronskelk, daslook en bosorchissen komen veelvuldig voor. Een weelderig voorjaarstapijt van bosanemonen wijst op een oude humusrijke bosbodem. Verschillende dieren als reeën, bunzing, buizerds, bosuil, ijsvogel en dodaars voelen er zich thuis. De wijngaardslak, een kalkminnende soort, wordt veelvuldig waargenomen. In 2019 werd in het kader van een LIFE-onderzoek een jagende kleine hoefijzerneus waargenomen. Een primeur, want deze vleermuizensoort werd toen al bijna 45 jaar niet meer waargenomen in Vlaanderen; Zo ook werd een unieke paddenstoel aangetroffen. Het gaat om de Omphalia discorosea, die opvalt door het paarsbruine uitzicht en een bolhoedje.